# BRICS PAY
BRICS PAY（ブリックス・ペイ）は、BRICS加盟国が開発した分散型で脱ドル化の国際決済システム。ヨーロッパのSWIFTや中国のCIPS、インドのUPIなどのシステムと類似する。BRICS PAYは、BRICS諸国間で自国通貨による支払いや受け取りを行うことが出来る。

## 沿革
- 2018年 - BRICSビジネス評議会[注 1]が「BRICS PAYプロジェクト」を立ち上げる。
- 2019年 - ロシアが「BRICS加盟国がBRICS決済システムの構築を進めることに賛成した」と発表。
- 2020年 - BRICS決済タスクフォース（BPTF）を結成。
- 2021年 - BRICS決済システムの技術的・規制的枠組みの構築に向けてBPTFが取り組みを開始。
- 2022年 - システムの機能やセキュリティーの確認をするためにパイロットテストを実施。
- 2023年 - 一部の企業がBRICS PAYを採用し実際に取引を開始。
- 2024年 - 円滑な取引を確保するため金融機関や規制機関との協力など、BRICS加盟国の既存の国内決済システムとBRICS PAYの統合を議論[4]。
- 2025年 -

## BRICS DCMS
BRICS PAYは、ロシアのサンクトペテルブルク大学センターによって導入された「分散型クロスボーダーメッセージシステム」（DCMS）を備えている。DCMSは中央所有者またはハブなしで動作する。参加者は独自のノードを管理し、システムを外部の制御や干渉の耐性にしていると言われている。このシステムには必須の取引手数料は含まれていないが、参加者はオプションでお互いに請求することが出来る。DCMSは直接送信が利用できない場合でも信頼できる通信を確保することを目的として、参加者間のトランザクションルートを自動的に構築する。目標は取引相手間の決済不均衡を最小限に抑えることである。メッセージは暗号化されて署名され、複数の暗号化メカニズムが利用可能になる。参加者は通貨換算レートと取引制限を設定できる。推奨される設定では、DCMSは毎秒20,000メッセージに達すると主張するが、一方で最小限のハードウェア要件は設定していない。DCMSはパイロットフェーズを通過した後にオープンソースとなる。